# Dougie MacLean

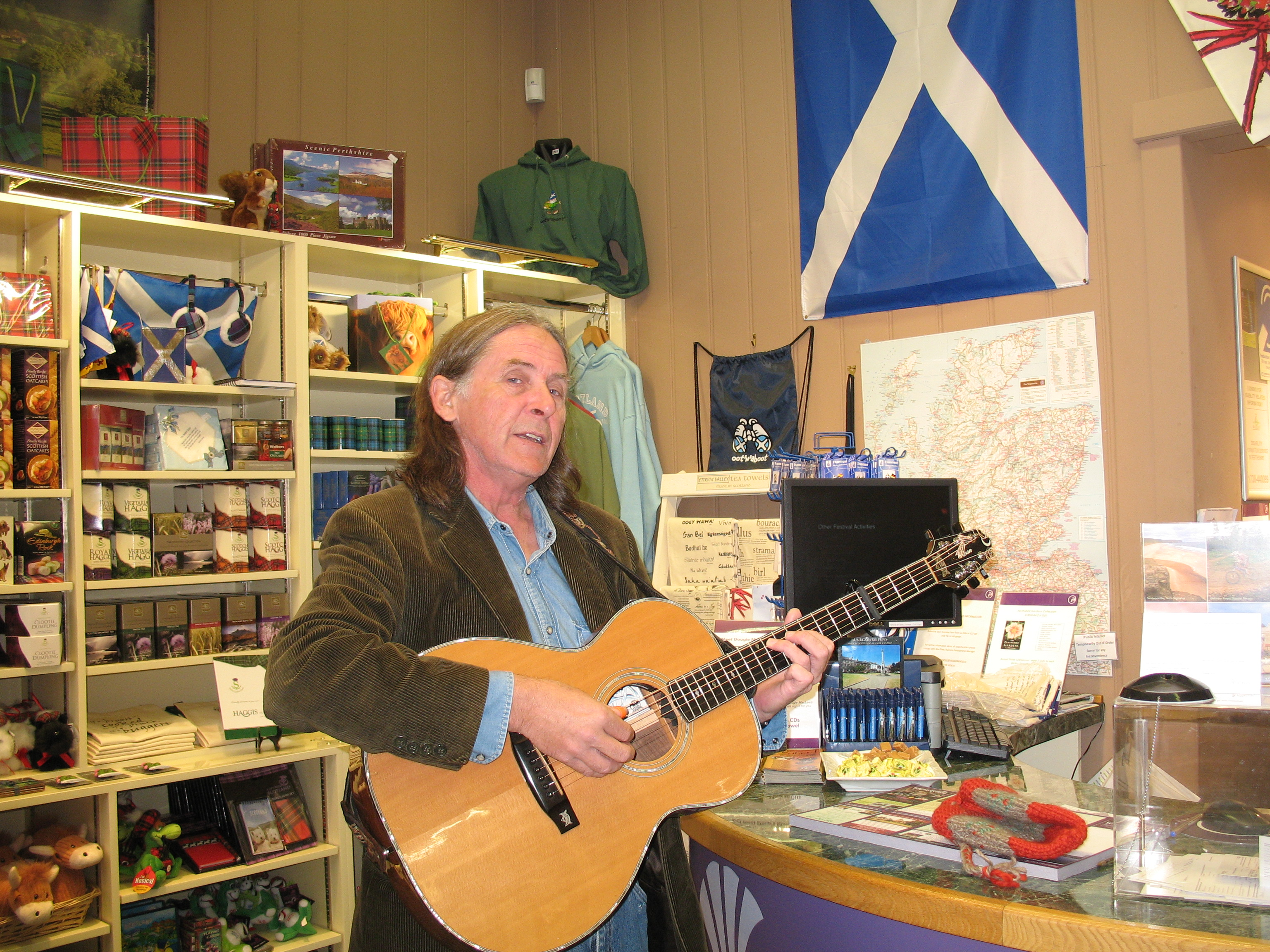
Dougie MacLean, September 2011

Dougie MacLean, OBE (* 27. September 1954 in Dunblane, Perthshire) ist ein schottischer Folkmusiker und Komponist. Sein bekanntestes Werk ist das Instrumentalstück The Gael, das er 1990 auf seinem Album The Search veröffentlichte. Trevor Jones und Randy Edelman machten es 1992 als Hauptthema des US-Spielfilms Der letzte Mohikaner bekannt.

## Diskografie
- 1979 Caledonia
- 1980 Snaigow
- 1981 On a Wing and A prayer
- 1983 Butterstone
- 1983 Craigie Dhu
- 1984 Fiddle
- 1985 Singing Land
- 1988 Real Estate
- 1990 The Search
- 1990 Whitewash
- 1991 Indigenous
- 1994 Marching Mystery
- 1994 Sunset Song
- 1995 The Dougie Maclean Collection (Putumayo)
- 1996 Tribute
- 1997 Riof
- 2000 Dougie MacLean Live
- 2000 Perthshire Amber
- 2001 Who Am I
- 2003 Early
- 2003 With Strings
- 2005 Inside the Thunder
- 2007 The Essential Dougie MacLean
- 2007 Muir of Gormack
- 2010 Resolution